# Крістіна Мозер
Крістіна Мозер (нім. Christina Moser, 23 вересня 1960) — німецька хокеїстка на траві.
Срібна призерка Олімпійських Ігор 1984 року.